# Sarota turrialbensis
Sarota turrialbensis is een vlindersoort uit de familie van de prachtvlinders (Riodinidae), onderfamilie Riodininae.
Sarota turrialbensis werd in 1913 beschreven door Schaus.